# K2-75
K2-75, EPIC 206348688 — одиночная звезда в созвездии Водолея на расстоянии приблизительно 1912 световых лет (около 586 парсек) от Солнца. Видимая звёздная величина звезды — +12,7m.
Вокруг звезды обращается, как минимум, две планеты.

## Характеристики
K2-75 — жёлтая звезда спектрального класса G0. Масса — около 1,16 солнечной, радиус — около 1,56 солнечного, светимость — около 2,236 солнечных. Эффективная температура — около 5627 К.

## Планетная система
В 2016 году командой астрономов, работающих с фотометрическими данными в рамках проекта Kepler K2, было объявлено об открытии двух планет: K2-75 b и K2-75 c.